# 阿然吉淖日
阿然吉淖日是位于中国内蒙古自治区呼伦贝尔市新巴尔虎左旗塔日根诺尔苏木西南的一个湖泊。其位置约在东经118°37′，北纬48°12′。湖面海拔700米，面积达1.2平方公里。该湖的沉积物主要为芒硝和石盐。阿然吉淖日在蒙古语中的意思是乳白泡子。